# Runan
Runan (chinesisch 汝南縣 / 汝南县, Pinyin Rǔnán Xiàn) ist ein Kreis in der chinesischen Provinz Henan. Er gehört zum Verwaltungsgebiet der bezirksfreien Stadt Zhumadian. Runan hat eine Fläche von 1.515 km² und zählt 656.500 Einwohner (Stand: Ende 2018). Sein Hauptort ist die Großgemeinde Runing (汝寧鎮 / 汝宁镇,  Rǔníng Zhèn).
Die Wuying-Pagode (悟穎塔 / 悟颖塔,  Wùyǐng Tǎ) steht seit 2006 auf der Liste der Denkmäler der Volksrepublik China (6-647).